# Bernhard Buttersack

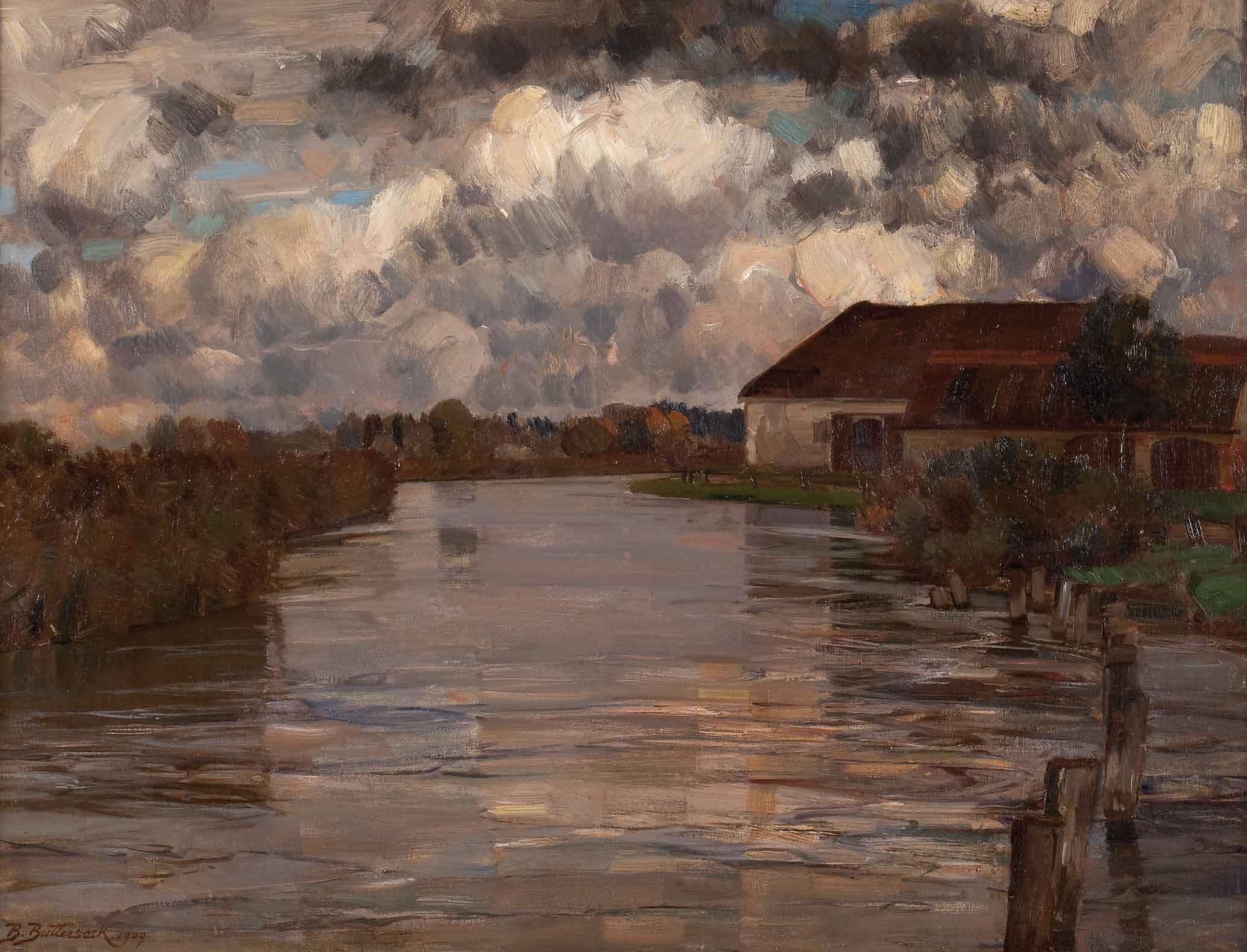
Le printemps sur l'Amper (1909)

Bernhard Buttersack, né le 16 mars 1858 à Bad Liebenzell, et mort le 6 mai 1925 à Icking, est un peintre paysagiste allemand de l'École de Munich.

## Biographie
Bernhard Buttersack est né le 16 mars 1858 à Bad Liebenzell.
Il a fait preuve de talent artistique dès son plus jeune âge, a été encouragé par ses parents et a commencé ses études à l'Ecole royale des Beaux-Arts de Stuttgart sous Jakob Grünenwald et Albert Kappis. A l'issue de son cursus, il devient maître-élève de Hermann Baisch et de Gustav Schönleber à Karlsruhe. Il a travaillé à Munich de 1884 à 1889 et fut bientôt nommé professeur royal par le prince régent Luitpold. En 1891, il a été récompensé d'une Médaille d'Or au Glaspalast et, l'année suivante, a été l'un des fondateurs de la Sécession de Munich.
Vers la fin de 1889, il s'installe dans l'arrondissement de Dachau, inspiré par les paysages qui s'y trouvent. Quatre ans plus tard, après plusieurs déménagements, il s'installe à Haimhausen, où il construit une maison spacieuse avec un grand atelier d'art et un jardin paysagé. Il ouvrit bientôt une école d'art privée et commença ce qui devint la Haimhausen Art Colony.
Dans ses dernières années, cependant, il souffrait d'une "maladie nerveuse" non précisée, qui était difficile à définir. La joie qu'il ressentait pour l'environnement local diminuait progressivement et il se plaignait des vents d'est fréquents qui, dit-il, ruinaient l'atmosphère pittoresque. En 1914, il s'installe à Icking et est devenu un reclus.